# هومبيرتو بيدفورد
هومبيرتو بيدفورد (بالبرتغالية: Humberto Bedford‏) هو متسابق خماسي حديث برازيلي، (و. 1916 – 1991 م).

## وصلات خارجية
- هومبيرتو بيدفورد على موقع أوليمبيديا (الإنجليزية)